# Prix Guillaume-d'Ornano
Groupe 2
Le prix Guillaume-d'Ornano est une course hippique française de plat, qui se court tous les ans sur l'hippodrome de Deauville-La Touques à Deauville, au mois d'août, pendant le meeting de Deauville.
C'est une épreuve de groupe 2 réservée aux pur-sang mâles et femelles de 3 ans, qui se dispute sur 2 000 mètres. Très richement dotée, avec une allocation de 400 000 €, dont 228 000 € au vainqueur, la course est très attractive à l'international et de nombreux chevaux étrangers ont remporté la course.

## Histoire
Créée en 1952, cette épreuve portait d'abord le nom de prix de la Côte normande, et pour sa première édition se disputait alors sur 3 000 mètres. Dès l'année suivante, la distance fut ramenée à 2 000 mètres, sa distance actuelle (sauf un intermède entre 1958 et 1960, où l'on courait sur 2 400 mètres). Avec l'introduction du système des groupes en 1971, cette compétition fut classée groupe 3, puis promue groupe 2 en 1983. En 1987, le prix de la Côte normande devint le prix Guillaume-d'Ornano en hommage au propriétaire du Haras de Manneville, décédé deux ans plus tôt. 
Cette épreuve est prisée des gagnants du prix du Jockey Club qui y voient une façon de préparer les belles courses de la fin de saison dans une épreuve richement dotée comme ça a pu être le cas de New Bay, Almanzor ou encore de Mishriff. 

## Records
- Jockey : Lanfranco Dettori (5 victoires) - Kabool (1998), Best of the Bests (2000), Masterful (2001), Sri Putra (2009), Mishriff (2020)
- Entraîneur : André Fabre (11 victoires) - Al Nasr (1981), Mourjane (1983), Creator (1989), Antisaar (1990), Dernier Empereur (1993), Lassigny (1994, dead-heat), Val Royal (1999), Russian Cross (2008), Saint Baudolino (2012), Vancouverite (2013), New Bay (2015)
- Propriétaire : Famille Rothschild (7 victoires) - Marly Knowe (1953), Tropique (1955), Tang (1962), Chutney (1963), La Bamba (1964), Pinson (2005), Russian Cross (2008)
- Chrono : 2’02’’00 - Northern Baby (1979)

## Palmarès depuis 2000
| Année | Vainqueur         | Pays        | Père             | Jockey                | Entraîneur           | Propriétaire              | Deuxième           | Troisième        | Temps   |
| ----- | ----------------- | ----------- | ---------------- | --------------------- | -------------------- | ------------------------- | ------------------ | ---------------- | ------- |
| 2025  | Alohi Alii        | Japon       | Duramente        | Christophe Lemaire    | Hiroyasu Tanaka      | Tsuyoshi Suzuki           | Rashabar           | Cualificar       | 2'08"61 |
| 2024  | Economics         | Royaume-Uni | Night of Thunder | Tom Marquand          | William Haggas       | Isa Salman Al Khalifa     | Jayarebe           | Almaqam          | 2'04"30 |
| 2023  | Ace Impact        | France      | Cracksman        | Cristian Demuro       | Jean-Claude Rouget   | Gousserie Racing          | Al Riffa           | Birr Castle      | 2'07"59 |
| 2022  | Al Hakeem         | France      | Siyouni          | Cristian Demuro       | Jean-Claude Rouget   | Al Shaqab Racing          | Junko              | True Testament   | 2'07"58 |
| 2021  | Dubaï Honour      | Royaume-Uni | Pride of Dubaï   | Maxime Guyon          | William Haggas       | Mohamed Obaida            | Pretty Tiger       | Tasman Bay       | 2'04"83 |
| 2020  | Mishriff          | Royaume-Uni | Make Believe     | Lanfranco Dettori     | John Gosden          | Prince A. Faisal          | The Summit         | Victor Ludorum   | 2'16"32 |
| 2019  | Headman           | Royaume-Uni | Kingman          | Jason Watson          | Roger Charlton       | Écurie Khalid Abdullah    | Roman Candle       | Flop Shot        | 2'13"10 |
| 2018  | Knight To Behold  | Royaume-Uni | Sea The Stars    | Oisin Murphy          | Harry Dunlop         | Neil Jones                | Patascoy           | Study of Man     | 2'06"10 |
| 2017  | Eminent           | Royaume-Uni | Frankel          | Ryan Moore            | Martyn Meade         | Peter Vela                | Salouen            | Avilius          | 2'02"26 |
| 2016  | Almanzor          | France      | Wootton Bassett  | Jean-Bernard Eyquem   | Jean-Claude Rouget   | Antonio Claro             | Zarak              | Royal Artillery  | 2'09"63 |
| 2015  | New Bay           | France      | Dubawi           | Vincent Cheminaud     | André Fabre          | Écurie Khalid Abdullah    | Dariyan            | Ampère           | 2'08"34 |
| 2014  | Gailo Chop        | France      | Deportivo        | Julien Augé           | Antoine de Watrigant | Oti Management Pty Ltd    | Free Port Lux      | Prince Gibraltar | 2'11"64 |
| 2013  | Vancouvérité      | France      | Dansili          | Pierre-Charles Boudot | André Fabre          | Écurie Godolphin          | Pilot              | Zhiyi            | 2'04"20 |
| 2012  | Saint Baudolino   | France      | Pivotal          | Maxime Guyon          | André Fabre          | Écurie Godolphin          | Aesop's Fables     | Ashkiyr          | 2'07"70 |
| 2011  | Galikova          | France      | Galileo          | Olivier Peslier       | Freddy Head          | Écurie Wertheimer & Frère | Slow Place         | Golden Lilac     | 2'10"10 |
| 2010  | Scalo             | Allemagne   | Lando            | Maxime Guyon          | Andreas Wöhler       | Gestüt Ittlingen          | Wealthy            | Black Spirit     | 2'13"00 |
| 2009  | Sri Putra         | Royaume-Uni | Oasis Dream      | Lanfranco Dettori     | Michael Jarvis       | Sultan Ahmad Shah         | Three Bodies       | Allybar          | 2'06"10 |
| 2008  | Russian Cross     | France      | Cape Cross       | Johan Victoire        | André Fabre          | Édouard de Rothschild     | River Proud        | City Leader      | 2'08"50 |
| 2007  | Literato          | France      | Kendor           | Christophe Lemaire    | Jean-Claude Rouget   | Hervé Morin               | Spirit One         | Loup Breton      | 2'03"90 |
| 2006  | Multidimensional  | Royaume-Uni | Danehill         | Christophe Lemaire    | Henry Cecil          | Écurie Niárchos           | Boris de Deauville | Barastraight     | 2'14"30 |
| 2005  | Pinson            | France      | Halling          | Stéphane Pasquier     | Jean-Claude Rouget   | Guy de Rothschild         | Ruwi               | Kendor Dine      | 2'10"50 |
| 2004  | Mister Monet      | Royaume-Uni | Peintre Célèbre  | Joe Fanning           | Mark Johnston        | Syndicate 2002            | Delfos             | Iselo Noir       | 2'14"40 |
| 2003  | Kalabar           | France      | Kahyasi          | Thierry Thulliez      | Pascal Bary          | Écurie Khalid Abdullah    | Saturn             | Prince Kirk      | 2'10"80 |
| 2002  | Highdown          | Royaume-Uni | Selkirk          | Martin Dwyer          | Marcus Tregoning     | W.W.Flemming              | Shaanmer           | Burning Sun      | 2'10"40 |
| 2001  | Masterful         | Royaume-Uni | Danzig           | Lanfranco Dettori     | John Gosden          | Cheikh Mohammed           | Chancellor         | Sagacity         | 2'07"90 |
| 2000  | Best of The Bests | Royaume-Uni | Machiavellian    | Lanfranco Dettori     | Saeed bin Suroor     | Écurie Godolphin          | Kutub              | Hesiode          | 2'06"70 |

## Vainqueurs notables
- Al Nasr (1981) : Lauréat de la course alors baptisée Prix de la côte fleurie, le cheval offre à André Fabre son premier groupe I à quatre ans dans le Prix d'Ispahan.
- Val Royal (1999) : Après une victoire dans le Prix de la Côte Fleurie qui fit impression, Val Royal fut vendu en Amérique où, chez Julio Canani il remporta la Breeder's Cup Mile.
- Literato (2007) : Lauréat du Prix Guillaume d'Ornano, il enchaina avec le Prix du Prince d'Orange qui l'amena à une victoire française dans les Champion Stakes.
- New Bay (2015) : Lauréat du Prix du Jockey Club, New Bay enchaine avec le Prix Guillaume d'Ornano puis le Prix Niel avec pour objectif le Prix de l'Arc de Triomphe, dans lequel il termine à la troisième place.
- Almanzor (2016) : Comme New Bay, Almanzor enchaine Prix du Jockey Club et Prix Guillaume d'Ornano avant de réussir outre-manche le rare doublé des Champion Stakes irlandaises et britanniques.
- Mishriff (2020) : Lauréat du Prix du Jockey Club, Mishriff confirme dans ce groupe II deauvillais, et remportera l'année d'après Saudi Cup et International Stakes.